# Province de Recuay
La province de Recuay (en espagnol : Provincia de Recuay) est l'une des vingt provinces de la région d'Ancash, au Pérou. Son chef-lieu est la ville de Recuay.

## Géographie
La province couvre une superficie de 2 304,19 km2. Elle est limitée au nord par la province d'Aija et la province de Huaraz, à l'est par la province de Huari, au sud par la province de Bolognesi et à l'ouest par la province de Huarmey.

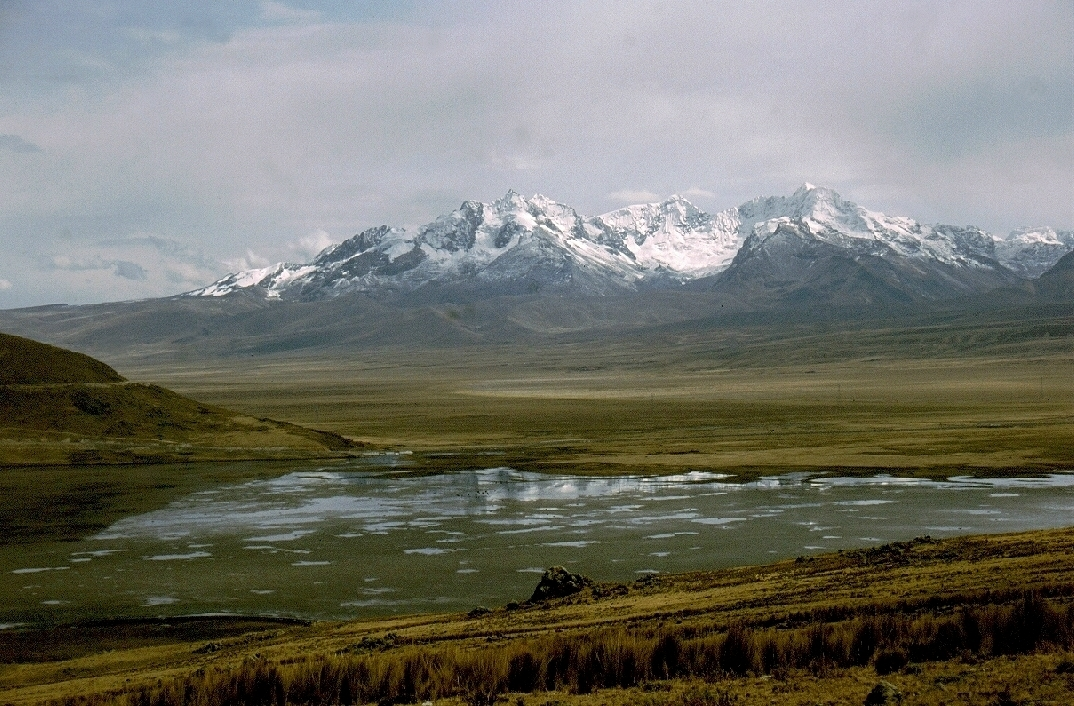
Quñuqqucha avec Qiwllarahu en arrière-plan

## Population
La population de la province s'élevait à 19 102 habitants en 2007.

## Subdivisions
La province de Recuay est divisée en dix districts :
- Catac
- Cotaparaco
- Huayllapampa
- Llacllín
- Marca
- Pampas Chico
- Pararín
- Recuay
- Tapacocha
- Ticapampa